# Mesjid Tuha (Meureubo)
Mesjid Tuha is een bestuurslaag in het regentschap Aceh Barat van de provincie Atjeh, Indonesië. Mesjid Tuha telt 609 inwoners (volkstelling 2010).